# Nils Puriņš
Nils Puriņš (Jūrmala, 1 de agosto de 1998) es un futbolista letón que juega en la demarcación de portero para el SK Super Nova de la Virslīga.

## Selección nacional
Tras jugar con la selección de fútbol sub-16 de Letonia, la sub-17, la sub-19 y la sub-21 hizo su debut con la selección absoluta el 16 de junio de 2023 en un partido de clasificación para la Eurocopa 2024 contra Turquía que finalizó con un resultado de 2-3 a favor del combinado turco tras los goles de Eduards Emsis y Kristers Tobers para Letonia, y de Abdülkerim Bardakcı, Cengiz Ünder y İrfan Can Kahveci para el combinado turco.

## Clubes
| Club                   | País    | Año       | Partidos | Goles |
| ---------------------- | ------- | --------- | -------- | ----- |
| Riga FC                | Letonia | 2018-2025 | 97       | 0     |
| Riga FC II             | Letonia | 2022-2025 | 8        | 0     |
| SK Super Nova (cedido) | Letonia | 2025-     |          |       |

## Palmarés

### Títulos nacionales
| Título               | Equipo  | País    | Año  |
| -------------------- | ------- | ------- | ---- |
| Virslīga             | Riga FC | Letonia | 2018 |
| Copa de Letonia      | Riga FC | Letonia | 2018 |
| Virslīga             | Riga FC | Letonia | 2019 |
| Virslīga             | Riga FC | Letonia | 2020 |
| Copa de Letonia      | Riga FC | Letonia | 2023 |
| Supercopa de Letonia | Riga FC | Letonia | 2024 |